# Quillabamba
Quillabamba es una ciudad peruana capital del distrito de Santa Ana y a la vez de la provincia de La Convención ubicada en el departamento del Cuzco. Se ubica a 1 050 m.s.n.m. Según el INEI, la población registrada en el censo del 2011 fue de 35 422 habitantes. Se estima que la población alcance los 61 119 habitantes para el año 2024.
Es uno de los principales centros de comercio de la producción de café, cacao, coca y frutales de los valles de Lares y La Convención.

## Historia
La ciudad fue fundada el 29 de noviembre de 1857. Fue conocida antiguamente como Wilcapampa Yunca y estuvo habitada por grupos aborígenes como los mañaríes, pilcozones e izcazingas, que hicieron contacto con la cultura inca, probablemente procedentes de Vilcabamba. La zona de ceja de selva estuvo habitada por etnias amazónicas matsiguengas.
Durante la colonia, los terrenos que hoy forman parte de la provincia de La Convención fueron considerada zona antigua de evangelización y concesión de tierras para los conquistadores, iniciándose así la formación de haciendas en el valle, ubicadas principalmente en las partes más altas. Las haciendas tuvieron como principal cultivo la caña de azúcar (para producción de azúcar y aguardiente), frutas exóticas y la hoja de coca, destinados al consumo de la población indígena y de mineros.
El 25 de julio de 1857, la Convención Nacional (quinta asamblea constituyente en la historia del Perú) creó mediante ley la provincia de La Convención (nombre que lleva, precisamente, en honor de dicha asamblea) durante el gobierno del Mariscal Ramón Castilla y Marquesado. En ese acto inicial se determinó que la nueva provincia estaría conformada por los valles de Santa Ana, Occobamba, Mosocllacta y Lares. Sus primeros distritos fueron: Santa Ana, Echarate, Huayopata, Occobamba y Vilcabamba. 
En los terrenos del distrito de Santa Ana, los propietarios de haciendas Nicanor Larrea y Martín Pío Concha, un 20 de junio de 1881, determinaron la donación de terrenos para la formación de la actual ciudad de Quillabamba. Tal hecho, dio origen a la promulgación de la ley N.º 2890 del 29 de noviembre de 1918 durante el gobierno de José Pardo y Barreda elevando el pueblo de Quillabamba a la categoría de villa y declarándola capital provincial. Posteriormente, por Ley N.º 12834 de fecha 13 de septiembre de 1957, se le confirió el rango de ciudad.
A raíz de la epidemia de la malaria en los años 1930 y 1940, los hacendados ofrecieron pequeñas parcelas a cambio de trabajo en sus tierras, por un número determinado periodo. Los inmigrantes se convirtieron entonces en "arrendires" de los hacendados, como forma particular de tenencia. Con el pasar del tiempo los "arrendires" subarrendaron sus parcelas a sus allegados, que con el transcurso del tiempo, convirtieron las casas de las agrupaciones de los arrendatarios en centros poblados, es decir los actuales distritos, caseríos y anexos que fueron las antiguas haciendas. 
La extensa geografía convenciana ha sido testigo de grandes acontecimientos, registrados en las páginas de la historia peruana como la Resistencia inca en Vilcabamba en contra de la invasión española. El sindicalismo campesino clasista y sus luchas sociales en la década de 1960 y 1970 concluyó con la expulsión de los terratenientes.

## Símbolos de la ciudad

### Escudo
El escudo fue creado por José Zamalloa Ore, entonces alcalde.
- Los costados externos superiores contienen loros que simbolizan la fauna diversa.
- La parte inferior representa la flora abundante y exuberante.
- La parte central interna superior, muestra el sol que da la vida e irradia energía del poblador convenciano.
- El cuadro central izquierdo representa el desarrollo a través de los años desde los matsiguengas hasta la explotación del gas de Camisea.
- El cuadro interior derecho representa la cultura a través del tiempo.
- La parte inferior contiene el mapa de la provincia de La Convención.

### Bandera
La bandera de la provincia de La Convención fue creada el 25 de julio de 1991, a iniciativa de la Comisión de Festejos Jubilares, bajo un concurso público. Se aprobó definitivamente con Resolución Municipal N.º 106-MP-C-92 de fecha 16 de junio de 1992, durante el gobierno municipal de Jorge Altamirano Andrade. El ganador y autor del diseño actual de la bandera es el arquitecto Fredy Gonzáles Sánchez.
La bandera consta de tres columnas proporcionales: Las dos columnas laterales son verdes. Ambas tienen dos franjas amarillas horizontales que representan la luz, el nuevo despertar, la acogida del eterno sol que alegremente irradia en toda su gran alfombra verde. También tienen franjas rojas en diagonal que representan la vida, la sangre del hombre convenciano que en son de amistad y trabajo genera el desarrollo para el progreso. La columna central es blanca y representa la paz.

## Producción

### Producción agrícola
El volumen y valor de la producción de los principales cultivos agrícolas de la provincia, por la importancia de la contribución al VBP (valor bruto de producción), destacan el café, coca, cacao, yuca, seguidamente se ubican el maíz amarillo duro y la papa.
Los principales cultivos comerciales que se producen en la zona son: café, cacao, achiote y en menor medida el arroz, el maní y el frejol. Entre los principales cultivos de panllevar destacan la yuca, el maíz, el camote, la uncucha y el plátano, destinados principalmente para autoconsumo. 
Se distinguen cultivos permanentes y anuales. Entre los permanentes se tiene: café, cacao, achiote y frutales (naranjo, lima, limón, palta, plátano), etc. y entre los anuales, arroz, maíz amarillo duro, frejol, yuca, maní, camote, uncucha, caña de azúcar, palillo, etc.
Entre los cultivos potenciales se consideran: achira, michucsi, caupí, soya, algodón, lechuga batalla, sacha orégano, tomate regional, palma africana aceitera, shapaja, caimito, camu-camu, chope, cocona, palillo, fríjol de palo, caña de azúcar, palma de coco y otros.
La superficie agrícola cultivada de los cultivos más significativos es de 51.90 % para el café, 15.8 % para la coca (área monitoreada por ENACO) y 8.05 % para el cacao. Estos tres cultivos representan el 75 % del área agrícola total. Adicionalmente, el maíz amarillo duro ocupa el 6.11 % de la superficie agrícola cultivada, mientras que el té ocupa el 4.40 % y la yuca un 3.85 %.

### Producción pecuaria
La actividad pecuaria en la provincia de La Convención, está representada principalmente por la ganadería vacuna y en menor proporción por otras especies como ovinos, porcinos, cuyes y aves. El tipo de explotación es generalmente en forma extensiva, la crianza de aves (pavos, patos y gallinas). La distribución de estas especies por distritos muestra que Vilcabamba cuenta con la mayor cantidad de animales de estas especies, excepto en aves. Los otros distritos cuentan con menor número de cabezas de ganado de las diferentes especies. Vilcabamba es el distrito que cuenta con mayor cantidad de ganado vacuno con 37.95 % del total, luego Santa Teresa con 20.63 %, Echarati con 17.73 % y los distritos de Santa Ana, Occobamba, Huayopata y Maranura, con porcentajes que van desde el 5.08 % al 0.88 %.

## Gastronomía
La cultura gastronómica de Quillabamba conforma una colorida variedad de comidas influenciada por sus propias raíces amazónicas y andinas, así como la inmigración extranjera (en su mayoría por parte de los españoles). En su variedad de platos típicos destacan el paco frito y el chaque de plátano con gallina.

## Cultura

### Festividades
- El aniversario de la provincia de La Convención es celebrado cada año durante el 25 y 29 de julio en conmemoración a la creación política de La Convención como provincia. Se programa una semana de actividades culturales, las cuales incluyen; ferias gastronómicas, comparsas y danzas artísticas acompañadas de música regional.[5]

## Clima
| Parámetros climáticos promedio de Quillabamba | Parámetros climáticos promedio de Quillabamba | Parámetros climáticos promedio de Quillabamba | Parámetros climáticos promedio de Quillabamba | Parámetros climáticos promedio de Quillabamba | Parámetros climáticos promedio de Quillabamba | Parámetros climáticos promedio de Quillabamba | Parámetros climáticos promedio de Quillabamba | Parámetros climáticos promedio de Quillabamba | Parámetros climáticos promedio de Quillabamba | Parámetros climáticos promedio de Quillabamba | Parámetros climáticos promedio de Quillabamba | Parámetros climáticos promedio de Quillabamba | Parámetros climáticos promedio de Quillabamba |
| Mes                                           | Ene.                                          | Feb.                                          | Mar.                                          | Abr.                                          | May.                                          | Jun.                                          | Jul.                                          | Ago.                                          | Sep.                                          | Oct.                                          | Nov.                                          | Dic.                                          | Anual                                         |
| --------------------------------------------- | --------------------------------------------- | --------------------------------------------- | --------------------------------------------- | --------------------------------------------- | --------------------------------------------- | --------------------------------------------- | --------------------------------------------- | --------------------------------------------- | --------------------------------------------- | --------------------------------------------- | --------------------------------------------- | --------------------------------------------- | --------------------------------------------- |
| Temp. máx. media (°C)                         | 29.5                                          | 29.3                                          | 29.5                                          | 31.4                                          | 31.1                                          | 30.6                                          | 30.5                                          | 32                                            | 29.9                                          | 31.9                                          | 30.7                                          | 29.2                                          | 30.5                                          |
| Temp. media (°C)                              | 23.5                                          | 23.5                                          | 23.4                                          | 24.2                                          | 23.4                                          | 22.8                                          | 23                                            | 24.3                                          | 23.1                                          | 24.8                                          | 24.2                                          | 23.2                                          | 23.6                                          |
| Temp. mín. media (°C)                         | 17.5                                          | 17.7                                          | 17.4                                          | 17.1                                          | 15.7                                          | 15                                            | 15.5                                          | 16.7                                          | 16.3                                          | 17.8                                          | 17.7                                          | 17.2                                          | 16.8                                          |
| Fuente: climate-data.org                      |                                               |                                               |                                               |                                               |                                               |                                               |                                               |                                               |                                               |                                               |                                               |                                               |                                               |

## Ciudades hermanas
Santa Bárbara (Chile), Chile